# Brivezac
Brivezac korábbi község Franciaországban, Corrèze megyében. 2019. január 1-jén Beaulieu-sur-Dordogne községgel egyesült és az így létrejött új község része lett.
Lakosainak száma 155 fő (2018. január 1.). Brivezac Altillac, Bassignac-le-Bas, Beaulieu-sur-Dordogne, Chenailler-Mascheix és Nonards községekkel határos.

## Népesség
A település népességének változása:
| Lakosok száma | 303  | 275  | 224  | 199  | 189  | 179  | 174  | 165  | 157  | 155  |
|               | 1968 | 1975 | 1982 | 1999 | 2006 | 2011 | 2013 | 2016 | 2017 | 2018 |